# Esqui alpino nos Jogos Paralímpicos de Inverno de 2014 - Slalom feminino
A prova de slalom feminino do esqui alpino nos Jogos Paralímpicos de Inverno de 2014 foi realizada no Centro de Esqui Alpino Rosa Khutor, na Clareira Vermelha, em 12 de março de 2014.

## Medalhistas
|        | Atletas sentadas       | Atletas em pé       | Deficientes visuais                              |
| ------ | ---------------------- | ------------------- | ------------------------------------------------ |
| Ouro   | GER Anna Schaffelhuber | GER Andrea Rothfuss | RUS Aleksandra Frantceva / Pavel Zabotin (guia)  |
| Prata  | GER Anna-Lena Forster  | RUS Inga Medvedeva  | GBR Jade Etherington / Caroline Powell (guia)    |
| Bronze | CAN Kimberly Joines    | RUS Petra Smarzova  | SVK Henrieta Farkasova / Natalia Subrtova (guia) |

## Resultados

### Atletas sentadas
| Pos.              | Bib | Atleta                          | 1ª descida | Pos. | 2ª descida | Pos. | Total   | Diferença |
| ----------------- | --- | ------------------------------- | ---------- | ---- | ---------- | ---- | ------- | --------- |
| Medalha de ouro   | 34  | GER Anna Schaffelhuber          | 1:05.07    | 1    | 1:04.86    | 1    | 2:09.93 | —         |
| Medalha de prata  | 30  | GER Anna-Lena Forster           | 1:06.41    | 2    | 1:07.94    | 3    | 2:14.35 | +4.42     |
| Medalha de bronze | 29  | CAN Kimberly Joines             | 1:07.33    | 3    | 1:07.83    | 2    | 2:15.16 | +5.23     |
| 4                 | 32  | USA Laurie Stephens             | 1:08.86    | 4    | 1:09.59    | 5    | 2:18.45 | +8.52     |
| 5                 | 31  | AUT Claudia Loesch              | 1:13.83    | 5    | 1:10.72    | 5    | 2:24.55 | +14.62    |
| 6                 | 33  | GBR Anna Turney                 | 1:13.94    | 6    | 1:14.39    | 6    | 2:28.33 | +18.40    |
| 7                 | 35  | JPN Yoshiko Tanaka (esquiadora) | 1:18.77    | 7    | 1:17.02    | 7    | 2:35.79 | +25.86    |
| 8                 | 36  | AUS Victoria Pendergast         | 1:21.53    | 8    | 1:21.82    | 8    | 2:43.35 | +33.42    |
| 9                 | 37  | JPN Momoka Muraoka              | 1:29.85    | 9    | 1:23.16    | 9    | 2:53.01 | +43.08    |
| 10                | 39  | ISL Erna Fridriksdottir         | 1:33.41    | 10   | 1:36.89    | 10   | 3:10.30 | +1:00.37  |
|                   | 38  | SWE Linnea Ottosson Eide        | DNF        | —    | —          | —    | —       | —         |

### Atletas em pé
| Pos.              | Bib | Atleta                   | 1ª descida | Pos. | 2ª descida | Pos. | Total   | Diferença |
| ----------------- | --- | ------------------------ | ---------- | ---- | ---------- | ---- | ------- | --------- |
| Medalha de ouro   | 15  | GER Andrea Rothfuss      | 59.37      | 1    | 1:00.48    | 1    | 1:59.85 | —         |
| Medalha de prata  | 12  | RUS Inga Medvedeva       | 1:03.69    | 4    | 1:03.01    | 3    | 2:06.70 | +6.85     |
| Medalha de bronze | 16  | SVK Petra Smarzova       | 1:03.98    | 5    | 1:02.93    | 2    | 2:06.91 | +7.06     |
| 4                 | 11  | RUS Mariia Papulova      | 1:02.83    | 3    | 1:06.47    | 6    | 2:09.30 | +9.45     |
| 5                 | 24  | ROU Laura Valeanu        | 1:05.42    | 6    | 1:04.71    | 4    | 2:10.13 | +10.28    |
| 6                 | 20  | CAN Alexandra Starker    | 1:07.58    | 7    | 1:06.58    | 6    | 2:14.16 | +14.31    |
| 7                 | 14  | NED Anna Jochemsen       | 1:01.82    | 2    | 1:13.09    | 9    | 2:14.91 | +15.06    |
| 8                 | 19  | CAN Erin Latimer         | 1:09.40    | 8    | 1:09.91    | 7    | 2:19.31 | +19.46    |
| 9                 | 25  | CAN Alana Ramsay         | 1:13.91    | 9    | 1:10.15    | 8    | 2:24.06 | +24.21    |
| 10                | 22  | USA Melanie Schwartz     | 1:17.75    | 10   | 1:13.33    | 10   | 2:31.08 | +31.23    |
| 11                | 26  | RUS Anastasia Khorosheva | 1:26.42    | 11   | 1:14.79    | 11   | 2:41.21 | +41.36    |
| 12                | 27  | DEN Line Damgaard        | 1:54.94    | 12   | 1:58.96    | 12   | 3:53.90 | +1:54.05  |
|                   | 28  | BIH Ilma Kazazic         | DNS        | —    | —          | —    | —       | —         |
|                   | 13  | USA Allison Jones        | DNF        | —    | —          | —    | —       | —         |
|                   | 17  | FIN Katja Saarinen       | DNF        | —    | —          | —    | —       | —         |
|                   | 18  | USA Stephanie Jallen     | DNF        | —    | —          | —    | —       | —         |
|                   | 21  | ESP Ursula Pueyo Marimon | DNF        | —    | —          | —    | —       | —         |
|                   | 23  | FRA Marie Bochet         | DNF        | —    | —          | —    | —       | —         |

### Deficientes visuais
| Pos.              | Bib | Atleta                                    | País               | 1ª descida | Pos. | 2ª descida | Pos. | Total   | Diferença |
| ----------------- | --- | ----------------------------------------- | ------------------ | ---------- | ---- | ---------- | ---- | ------- | --------- |
| Medalha de ouro   | 8   | Aleksandra Frantceva Guia: Pavel Zabotin  | RUS Rússia         | 1:01.42    | 2    | 59.82      | 1    | 2:01.24 | —         |
| Medalha de prata  | 1   | Jade Etherington Guia: Caroline Powell    | GBR Grã-Bretanha   | 1:00.87    | 1    | 1:01.02    | 3    | 2:01.89 | +0.65     |
| Medalha de bronze | 3   | Henrieta Farkasova Guia: Natalia Subrtova | SVK Eslováquia     | 1:02.20    | 3    | 1:00.74    | 2    | 2:02.94 | +1.70     |
| 4                 | 5   | Danelle Umstead Guia: Robert Umstead      | USA Estados Unidos | 1:08.74    | 5    | 1:07.47    | 4    | 2:16.21 | +14.97    |
| 5                 | 10  | Millie Knight Guia: Rachael Ferrier       | GBR Grã-Bretanha   | 1:09.87    | 6    | 1:08.90    | 6    | 2:18.77 | +17.53    |
| 6                 | 2   | Staci Mannella Guia: Robert Umstead       | USA Estados Unidos | 1:12.26    | 7    | 1:08.79    | 5    | 2:21.05 | +19.81    |
| 7                 | 7   | Jessia Gallagher Guia: Christian Geiger   | AUS Austrália      | 1:04.09    | 4    | 1:38.46    | 7    | 2:42.55 | +41.31    |
|                   | 4   | Yang Jae Rim Guia: Lee Ji Youl            | KOR Coreia do Sul  | DNF        | —    | —          | —    | —       | —         |
|                   | 6   | Kelly Gallagher Guia: Charlotte Evans     | GBR Grã-Bretanha   | DNF        | —    | —          | —    | —       | —         |
|                   | 9   | Melissa Perrine Guia: Andrew Bor          | AUS Austrália      | DNF        | —    | —          | —    | —       | —         |

Legenda
| Recorde mundial      | Recorde mundial (World record)               |                       | Recorde africano                      | Recorde africano (African) |                                           | Q | Classificado por posição (Qualified) |
| Recorde olímpico     | Recorde olímpico (Olympic record)            | Recorde da América    | Recorde da América (Americas)         | q                          | Classificado por melhor tempo (Qualified) |   |                                      |
| Melhor marca do ano  | Melhor marca do ano (World leading)          | Recorde asiático      | Recorde asiático (Asian)              | DNS                        | Não largou (Did not start)                |   |                                      |
| Recorde nacional     | Recorde nacional (National record)           | Recorde europeu       | Recorde europeu (European)            | DNF                        | Não terminou (Did not finish)             |   |                                      |
| Recorde pessoal      | Recorde pessoal do atleta (Personal best)    | Recorde da Oceania    | Recorde da Oceania (Oceania)          | DSQ / DQ                   | Desclassificado (Disqualified)            |   |                                      |
| Recorde da temporada | Recorde da temporada do atleta (Season best) | Recorde sul-americano | Recorde sul-americano (South America) | NM                         | Sem marca (No mark)                       |   |                                      |